# FC Juniors OÖ
FC Juniors OÖ (do lipca 2017 FC Pasching) – austriacki klub piłkarski z siedzibą w Pasching, założony 16 maja 2007, jako FC Pasching. Akronim OÖ w aktualnej nazwie klubu to skrót od kraju związkowego Górna Austria (niem. Oberösterreich).
Największy sukces w historii drużyna odniosła w sezonie 2012/13 zdobywając puchar kraju, po zwycięstwie w finale 1:0 nad Austrią Wiedeń.

## Sukcesy
- Puchar Austrii:
  - Zwycięzca (1): 2012/13

## Europejskie puchary
Legenda do wszystkich tabel:
- Q – runda eliminacyjna, 1/16, 1/8, 1/4, 1/2 – odpowiednia faza rozgrywek, Grupa – runda grupowa, 1r gr – pierwsza runda grupowa, 2r gr – druga runda grupowa, F – finał, R – runda, PO – play-off
- k. – rzuty karne, los. – losowanie, Dogr. – dogrywka, w. – zasada bramek strzelonych na wyjeździe

| Sezon   | Rozgrywki   | Runda | Przeciwnik    | Dom | Wyjazd | Ogólnie |
| ------- | ----------- | ----- | ------------- | --- | ------ | ------- |
| 2013/14 | Liga Europy | PO    | Estoril Praia | 1–2 | 0–2    | 1–4     |